# Саул
Саул, рeђe Сaвлe (хебр. שאול המלך) је старозаветни јеврејски патријарх и краљ (владао 1047. п. н. е. - 1007. п. н. е.или око 1020-1010. п.н.е). О његовом животу говори Стари завет у Првој књизи Самуиловој, Првој књизи дневника и Курану. Помиње се као први краљ Краљевства Израел. Саул је владао из Гибеаха последњих деценија 2. миленијума п. н. е. Када му је краљевство пало под удар Филистејаца, њен део је пао под Филистејце, док су се за остатак борили његов преживели син Јевостеј и супарник Давид.

## Долазак на власт
Све што се може рећи о израиљској држави пре појаве монархије под Саулом јесте да су неке групе унутар централног Израела формирале посебне друштвено-политичке ентитете тј. племена. Племена су почела да сматрају да су повезана међусобно преко заједничког епонимног претка, Израела. У неком тренутку, могуће тек доста касније, предак Израел је поистовећиван са Јаковом.
Повезивање племена у Палестини довело је до међуплеменске федерације која се састајала са времена на време у одређеним светилиштима ради обожавања заједничког божанства - Јахвеа. Зближавање племена долазило је и као последица заједничке опасности по независност ових држава која је долазила од њихових суседа - Моаба, Едона, Амонита и Амалекита. Као резултат, појавио се известан број хероја, "судија", да ослободе Израел од опасности. Међутим, ови ратници нису иступали у име "читавог Израела" јер није увек читав Израел био у непосредној опасности. Једини пут када је то био случај јесте када су Филистејци нанели пораз израиљским снагама и заробили централни симбол вере Јевреја, Заветни ковчег. У време ове кризе, на чело Израиља избио је Саул из племена Венијаминовог. Саул је ослободио Израиљ од филистејског јарма. Саул је имао успеха и против других непријатеља. Нанео је пораз Амонитима. Уследио је његов избор за краља у Гилгалу, старом култном центру.

## Владавина
Читава Саулова владавина протекла је у борби против Филистејаца. У походу против Нахаша, краља Амона освојио је утврђени град Јабеш Гилеад, а затим се прогласио за краља. У бици код Мичмаша потукао је Филистејце и потиснуо их на уски приморски појас Палестине. Затим је приступио стварању и организовању народне војске, како би ослободио преостале делове земље и учврстио њено јединство. Пошто су прикупили јаке снаге из свих преосталих градова-држава, Филистејци су поново кренули на Израел. Саул их је дочекао на брду Гилбоа (око 1010. п. н. е.), где је претрпео пораз и изгубио живот са своја три сина. Саулов последњи преживели син Исвостеј (Исвал) прогласио се за краља Израела и одржао се у Трансјорданији још две године, али је збачен и погубљен у корист краља Давида, дотадашњег филистинског вазала.
Саулов нови положај био је без преседана у Израиљу. Међутим, лични аd hoc карактер Саулове владавине трпео је недостатак чврстог правно-административног оквира. Таква структура била је потребна како би се редовно извлачили финансијски и војни доприноси од претходно аутономних јединица. Саулова владавина је врло слабо документована јер се највећи део Старог завета, јединог извора за овај период, усредсређује на њега као на подулогу за владавину Давида. Међутим, неке промене ипак се могу уочити. Током Саулове владавине развијена је израиљска војска. Установљено је и језгро стајаће војске. Посебна служба која се јавља током Саулове владавине јесте функција "војног заповедника". Он је био одговоран краљу. Функцију је у доба Саулове владавине обављао његов рођак Авенир. 
Значајна достигнућа Саулове владавине јесу његови војни успеси и укључивање људи који нису били чланови "племена" у Израиљску државу. Истовремено долази до развоја, истина примитивне, административне и војне машинерије. Тиме су постављени основи на којима је Давид изградио своју успешну државу.